# Felde
Felde település Németországban, Schleswig-Holstein tartományban. Lakosainak száma 2093 fő (2023. december 31.).

## Népesség
A település népességének változása:
| Lakosok száma | 1734 | 2152 | 2139 | 2095 | 2077 | 2093 |
|               | 1975 | 2017 | 2019 | 2021 | 2022 | 2023 |